# Dinotopia: The Timestone Pirates
Dinotopia: The Timestone Pirates is een videospel voor de Nintendo Game Boy Advance, gebaseerd op de Dinotopia-verhalen van James Gurney. Het spel werd ontwikkeld door RFX Interactive, en uitgebracht door TDK Mediactive.

## Verhaal
In het spel neemt de speler de rol aan van Clayton, een jonge man die net zijn opleiding tot Skybax Rider heeft afgerond. Zijn vrienden Hyla en Kreekor informeren hem over een bedreiging voor Dinotopia. Een groep piraten steelt en verstopt Tyranosauruseieren in de hoop de beesten weg te lokken van hun jachtgebied zodat ze daar naar schatten kunnen zoeken. Clayton krijgt een Sunestone Prod, een apparaat gelijk aan een staf, om te gebruiken tegen de piraten.
Claytons taak is de eieren op te sporen, maar al snel ontdekt hij dat er meer aan de hand is. De piraten zoeken naar de Tijdsteen, een mythisch voorwerp dat de tijd rondom een ieder die het vasthoudt kan vertragen. Daarmee krijgt Clayton er een opdracht bij: de tijdsteen vinden voor de piraten dat doen.
Het spel kent 5 levels, elk opgedeeld in drie gebieden. Aan het eind van het derde gebied wacht Clayton een extra uitdaging, meestal in de vorm van een eindbaas. Vervolgens moet hij de verzamelde eieren terugleggen in hun nest zonder te worden opgegeten door een Tyrannosaurus.

## Levels

### Waterfall City
Het eerste level. Hier moet Clayton zich een weg banen door de kanalen en straten.
In de einduitdaging moet Clayton in verschillende boten springen die door een pijl worden aangegeven, terwijl er een brachiosaurus onderdoor zwemt en de boten een voor een optilt. Door op de juiste boot te gaan staan kan Clayton zo een hoger gelegen stuk bereiken waar hij kaarten kan vinden met de locatie van de andere eieren.

### Treetown
In dit level moet Clayton de boomhuizen van Treetown doorzoeken, vaak met behulp van dinosauriërs. De laatste uitdaging is het verslaan van een mechanische brachiosaurus.

### Canyon City
In dit level doorkruist Clayton de stad op de rug van zijn Skybax, Stratus. Hij moet de piraten opsporen en verslaan. Dit is het enige level waarin Clayton niet op zoek is naar de eieren. De laatste uitdaging is het verslaan van een Sky Galley, een luchtschip in de vorm van een blimp.

### Underwater
Het vierde level speelt zich af in de onderwatergrotten. Clayton bestuurt in dit level de Remora, een duikboot.
De laatste uitdaging is een gevecht met een vreemd wezen dat lijkt op een prehistorische haai.

### Diamond Caverns
Het laatste level. In dit level rijdt Clayton op Kreekor.
De laatste uitdaging onthult dat er twee helften zijn van de tijdsten. Clayton ontdekt 1 helft, en Lee Crabb, de schurk uit de boekenserie, arriveert met de andere helft. Clayton moet Crabb, die een mechanische dinosaurus bestuurt, verslaan.

## Gameplay
In de eerste twee levels gebruikt Clayton zijn Sunstone Prod als wapen. Dit wapen kan op drie manieren worden gebruikt: afvuren van lasers, vijanden verblinden met een fel licht en een aardbeving opwekken.
Vanaf het derde level verandert de gameplay daar Clayton in de laatste drie levels een voertuig of dinosaurus als transportmiddel gebruikt.